# Sonnenbergturm
Der Sonnenbergturm (auch Sunnebergturm genannt) ist ein Aussichtsturm auf dem Sunnenberg auf der Grenze der Gemeinden Möhlin und Maisprach in den Kantonen Aargau und Basel-Landschaft.

## Situation
Der im Jahre 1913 aus Jurasandstein erstellte Turm ist 20,8 Meter hoch. 99 hölzerne Treppenstufen führen zur überdachten Aussichtsplattform. Die Aussichtsplattform kann frei besichtigt werden. Im Turminnern befinden sich Baupläne vom 5. Oktober 1912 des Architekten Franz Koording im Massstab 1:50.
In ca. 25 – 30 Minuten führen Wanderwege von Chlei Sunnenberg zum Aussichtsturm.
Vom Turm aus bietet sich eine Rundumsicht vom Schwarzwald bis zu den Alpen. Eine 360°-Panoramatafel im Innern der Aussichtsplattform aus dem Jahr 1980 informiert die Besucher.

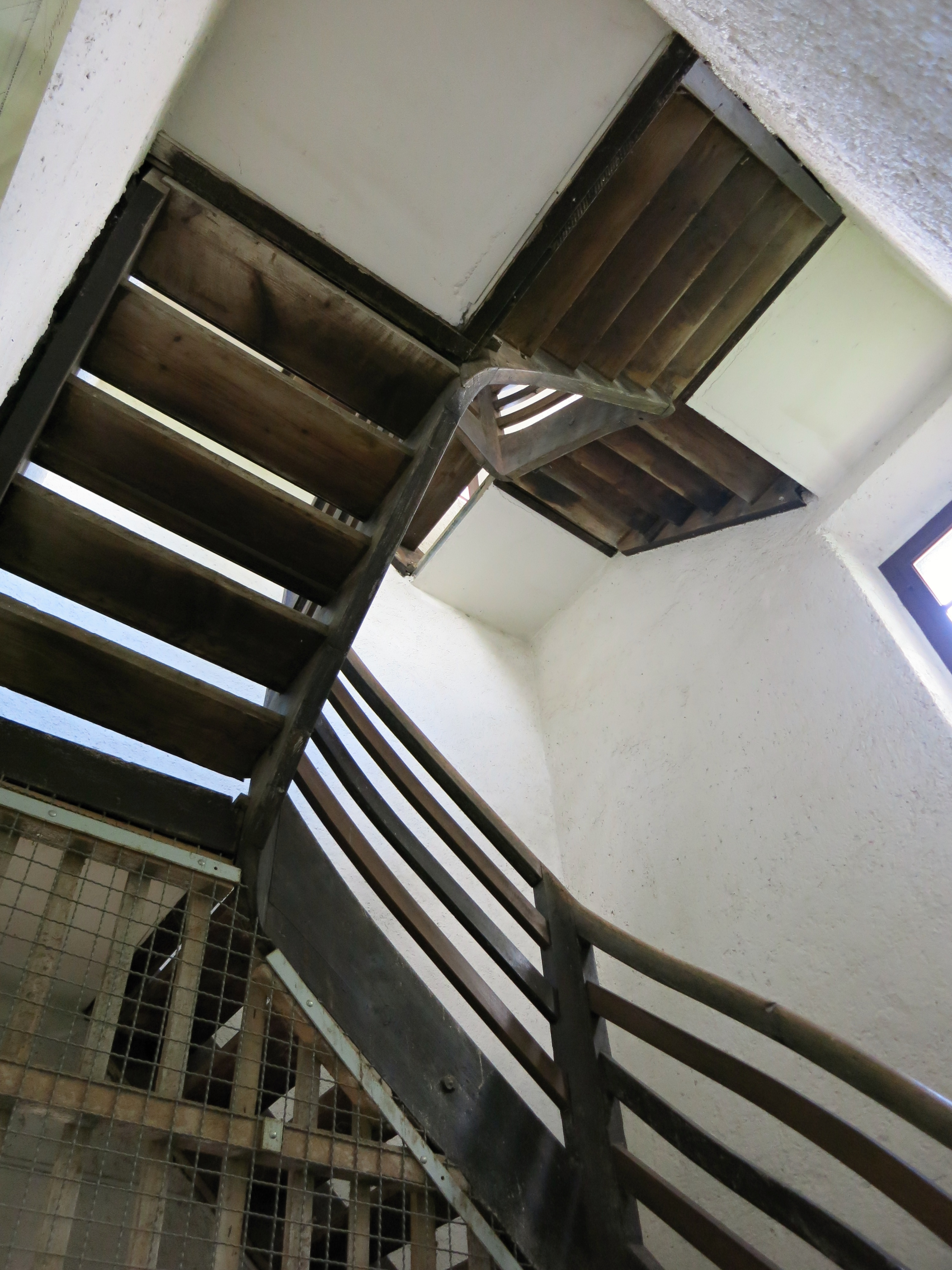
Treppen
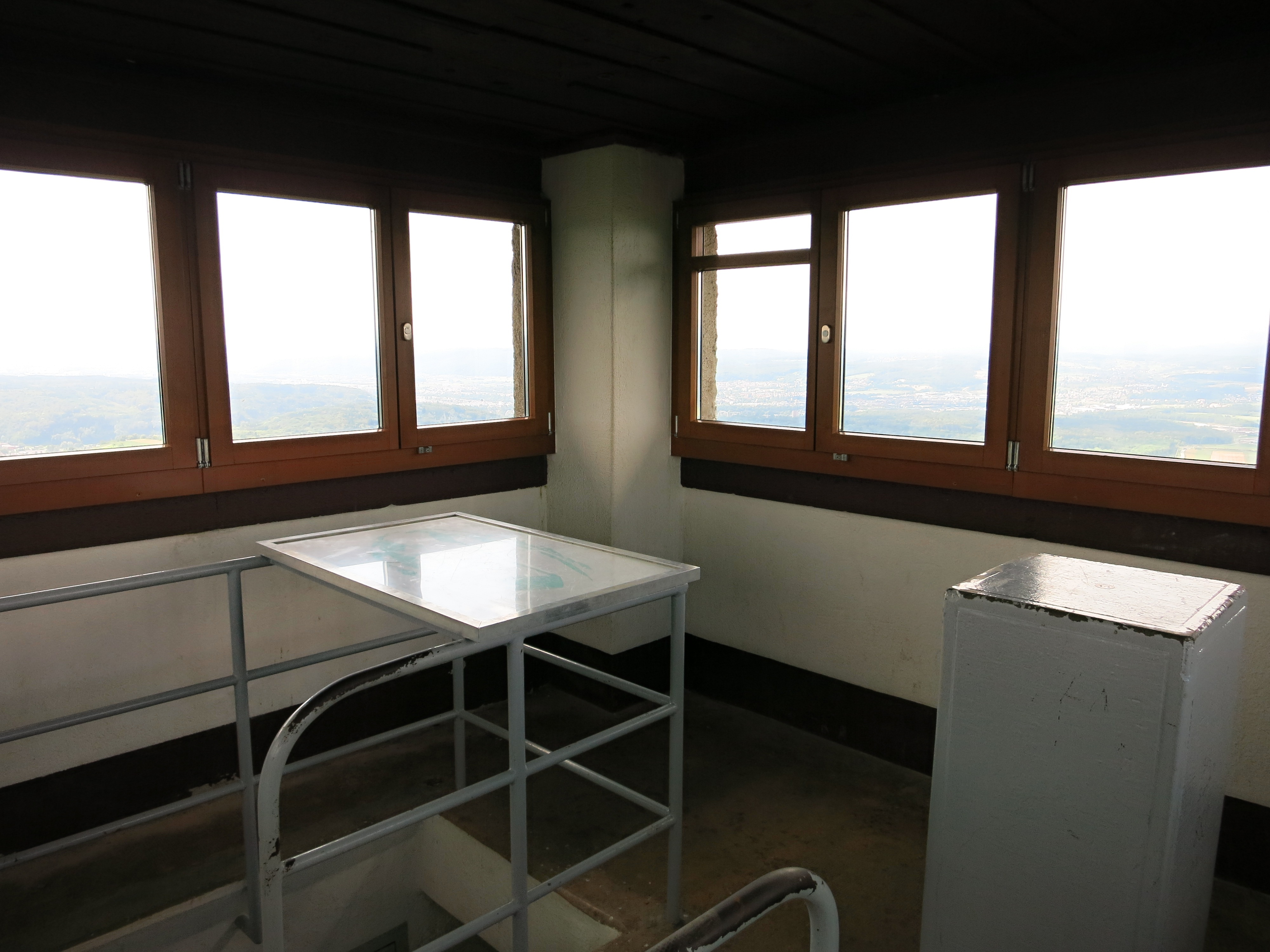
Aussichtsplattform

## Geschichte
Im Oktober 1875 fand die Einweihung des einstigen Holzturms, auch Hochwacht genannt, auf dem Sonnenberg statt. Dieser war der Initiative von Personen aus dem Rheinfelder Kurverein zu verdanken. Niemand fühlte sich später verantwortlich für diesen Bau, der in den folgenden Jahren zerfiel.
Der Lehrer Hans Jäger aus Maisprach wollte unbedingt wieder einen Aussichtsturm auf dem Sonnenberg und unternahm einiges, um für den Bau Geld zu sammeln. Man plante damals einen Eisenturm. 1898 zog Jäger weg, und das Projekt kam ins Stocken. Im Jahr 1903 gelangte er an den erst einjährigen Verschönerungs- und Verkehrsverein Möhlin. Bislang waren 1427 Franken für einen neuen Turm gesammelt worden.
Der Verein übernahm das Projekt und gründete anschliessend das Turmkomitee, welches aus Vertretern der Gemeinden Maisprach, Magden, Rheinfelden, Möhlin und Zeiningen bestand. Aus diesem Komitee wurde ein Projektteam zusammengestellt. Erst musste genügend Geld für den Bau gesammelt werden. Für einen 20 Meter hohen Turm rechnete man mit Kosten von 8000 Franken.
In den folgenden Jahren versuchte man auf verschiedene Weise an Geld zu kommen. Unter anderem fand am 28. August 1904 ein Waldfest in Möhlin statt. Für den Anlass spendeten die Brauerei Feldschlösschen, Salmenbräu und der Gasthof Löwen in Möhlin 300 Liter Bier, das in 60 Franken «umgewandelt» werden konnte. Im April 1912 wurde auf dem Sonnenberg beschlossen, den neuen Turm an gleicher Stelle, wo zuvor der Alte gestanden hatte, zu errichten. Obschon der Betrag für den Turm noch nicht vollständig vorhanden war, wurden die bisherigen Geldgeber ungeduldig und drängten auf einen Baubeginn.
Baumeister Fritz Schär in Rheinfelden erhielt im Januar 1913 den Bauauftrag. Eine Steinbrechmaschine vor Ort, die mit einem Benzinmotor betrieben wurde, ermöglichte die Herstellung von Schotter und Sand. Infolge des stark zerklüfteten Untergrundes musste ein stärkeres Fundament als geplant gebaut werden.
Am 25. Mai 1913 fand die Einweihungsfeier statt, die über 500 Personen auf den Berg lockte.
Nach dem Zweiten Weltkrieg drohte die Verwahrlosung des Gebäudes. Ab 1951 übernahmen die Naturfreunde Möhlin die Anlage und stellten fortan den Turmwart. 1974/75 baute der Verein mit viel Fronarbeit am Fuss des Turms ein neues Gebäude anstelle der ehemaligen Militärbaracke das «Turmstübli» mit Küche und Kiosk. Während der Turm auf der Gemeindegrenze Möhlin/Maisprach und somit auf der Kantonsgrenze steht, liegt der Anbau vollständig auf dem Territorium des Kantons Basel-Landschaft. Das «Turmstübli» ist mit wenigen Ausnahmen jeden Sonntag im Jahr geöffnet, was durch die wehende Schweizer Fahne auf dem Dach des Aussichtsturms signalisiert wird.

## Fussnoten
1. ↑  historische Aufarbeitung der Geschichte des Aussichtsturmes auf dem Sonnenberg von Dr. Linus Hüsser